# Kostel Svaté Trojice (Rachowice)
Kostel Svaté Trojice (polsky: Kościół św. Trójcy) je pozdně gotický katolický kostel ve vesnici Rachowice ve gmině Sośnicowice v okrese Gliwice, Slezské vojvodství a náleží do děkanátu Pławniowice diecéze gliwické, je farním kostelem farnosti Svaté Trojice.
Dřevěný kostel je v seznamu kulturních památek Polska pod číslem A/357/60 z 10. 3. 1960  a je součástí Stezky dřevěné architektury v Slezském vojvodství v gliwickém okruhu.

## Historie
Zmínka o vesnici Rachowice pochází z roku 1305. V písemných pramenech z roku 1447 je uváděna farnost v Rachowicích. Zděné kněžiště pochází z přelomu 15. a 16. století. Současná dřevěná loď byla postavena v období 1667–1668 a bylo provedeno zaklenutí kněžiště. Loď měla malý sanktusník. V letech 1679–1678 byla k lodi ze západní strany přistavěna dřevěná věž (zvonice). V roce 1705 věž byla zničena požárem. Nová věž byla postavena v letech 1780–1790. V roce 1885 byla k věži přistavěna otevřena předsíň.
Kostel byl opravován v roce 1856 (boční oltáře), 1866 (výmalba kostela), běžné opravy a konzervátorské práce – 1902 (doplnění vybavení), 1938, 1945–1957 (válečná poškození) a 1998–2012 (renovace oltářů, oprava střechy).

## Architektura
Jednolodní orientovaná stavba. Loď je dřevěná roubené konstrukce na kamenné podezdívce obtočená otevřenými sobotami. Gotické trojboké kněžiště s pětibokou sakristií na jižní straně je zděno z cihel, jsou omítnuté. Kněžiště podepřeno opěráky. Střecha je sedlová krytá šindelem, věž má jehlanovou šindelovou střechu. Nad kněžištěm je osmiboký sanktusník, který je zakončený šindelovou kopulí. Na vnitřní stěně kněžiště se nachází litinová náhrobní deska Františka Imieli (desku odlila huť v Gliwicích). Dřevěná věž je štenýřové (sloupové) konstrukce, přimyká se k lodi ze západní strany. Podvěžím vede vchod do lodi. Na věži jsou tři zvony, které byly ulity po druhé světové válce ve zvonařské dílně Felczyńských v Přemyšli, náhradou za rekvírované.

## Interiér
Gotické kněžiště (15./16. století) je vyzděné z cihel, je užší a oddělené vítězným obloukem s půlkruhovým zakončením. V kněžišti a sakristii je valená klenba s lunetami, v lodi je strop plochý. Hudební kůr je podepřen dema dřevěnými sloupy.
Interiér je převážně barokní. Hlavní barokní oltář pochází z období před rokem 1679, s obrazem Svaté Trojice, pravděpodobně z 17. století. Za oltářem se nachází adnotace (poznámka) o požáru v roce 1705. Boční oltáře jsou pozdně barokní. Na evangelijní straně se nachází v bočním oltáři obraz Piety z 18. století. Na epištolní straně v bočním oltáři je svatý Antonín z Padovy. Řečniště kazatelny pochází z 17. století, noha a baldachýn je z 19. století. Nové varhany byly vyrobeny v letech 2008–2009, vzorem byly původní varhany z 19. století se zachováním původního prospektu ze 17. století. Projekt oprav varhan vypracoval profesor Julian Gembalski, výrobu varhan provedl varhanář Henryk Hober z Olesna.

## Okolí
Kostel se nachází na hřbitově. Z původního oplocení se zachovala branka se šindelovou stříškou. U branky se nachází památník padlých v obou světových válkách. V blízkosti sakristie se nacházejí Boží muka z roku 1830 a socha svatého Jana Křtitele.

## Galerie

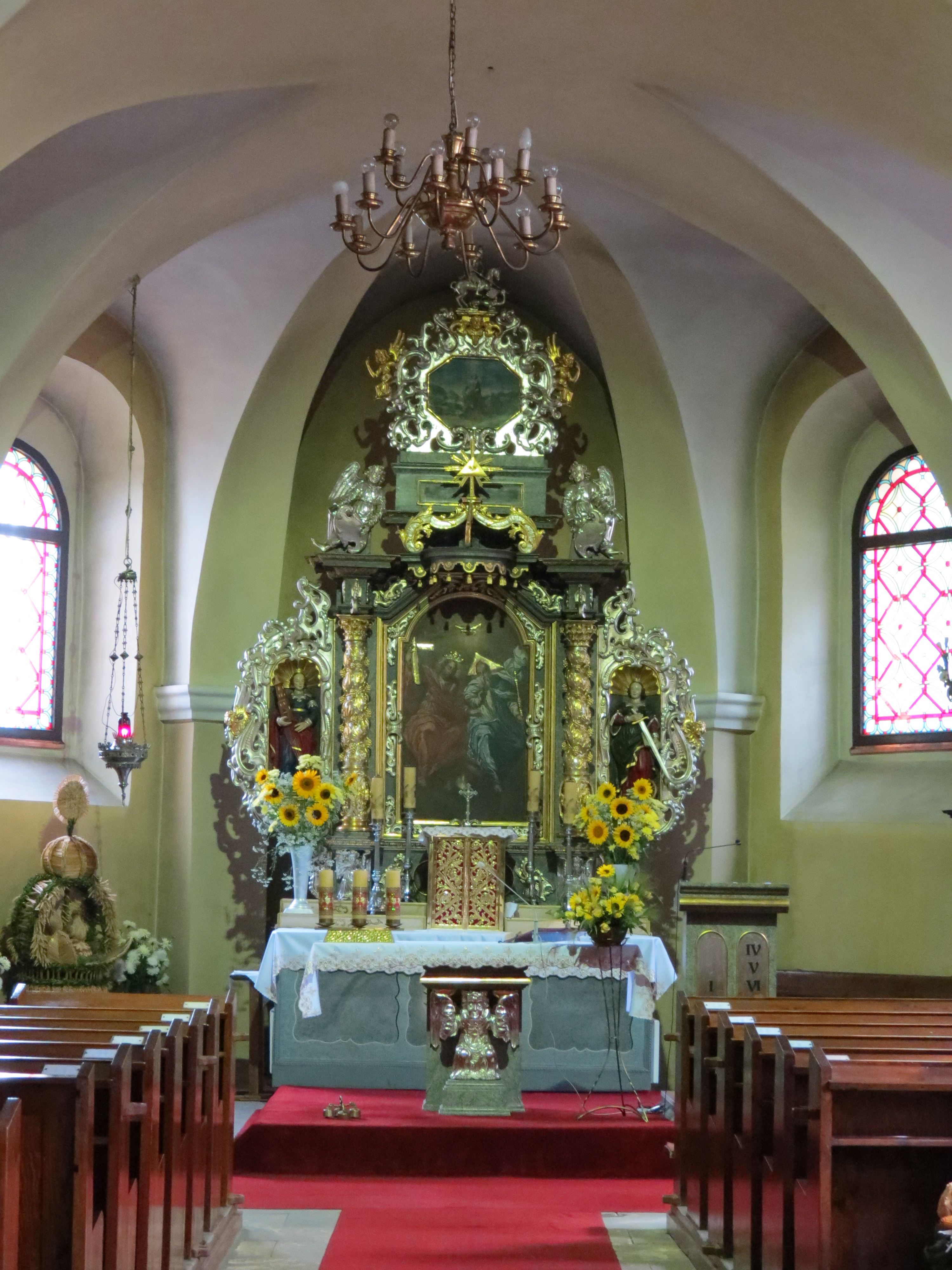
Hlavní oltář
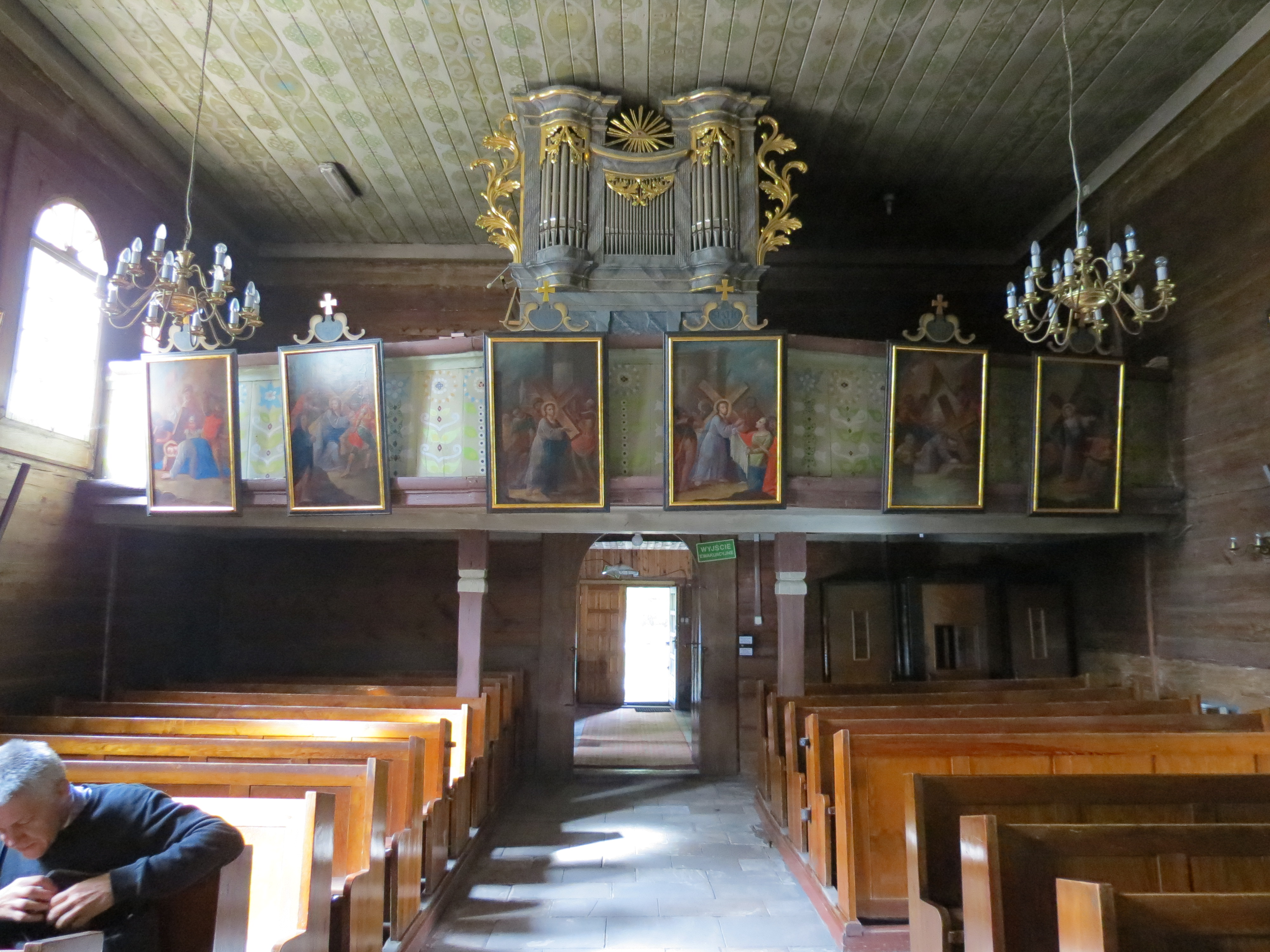
Kruchta
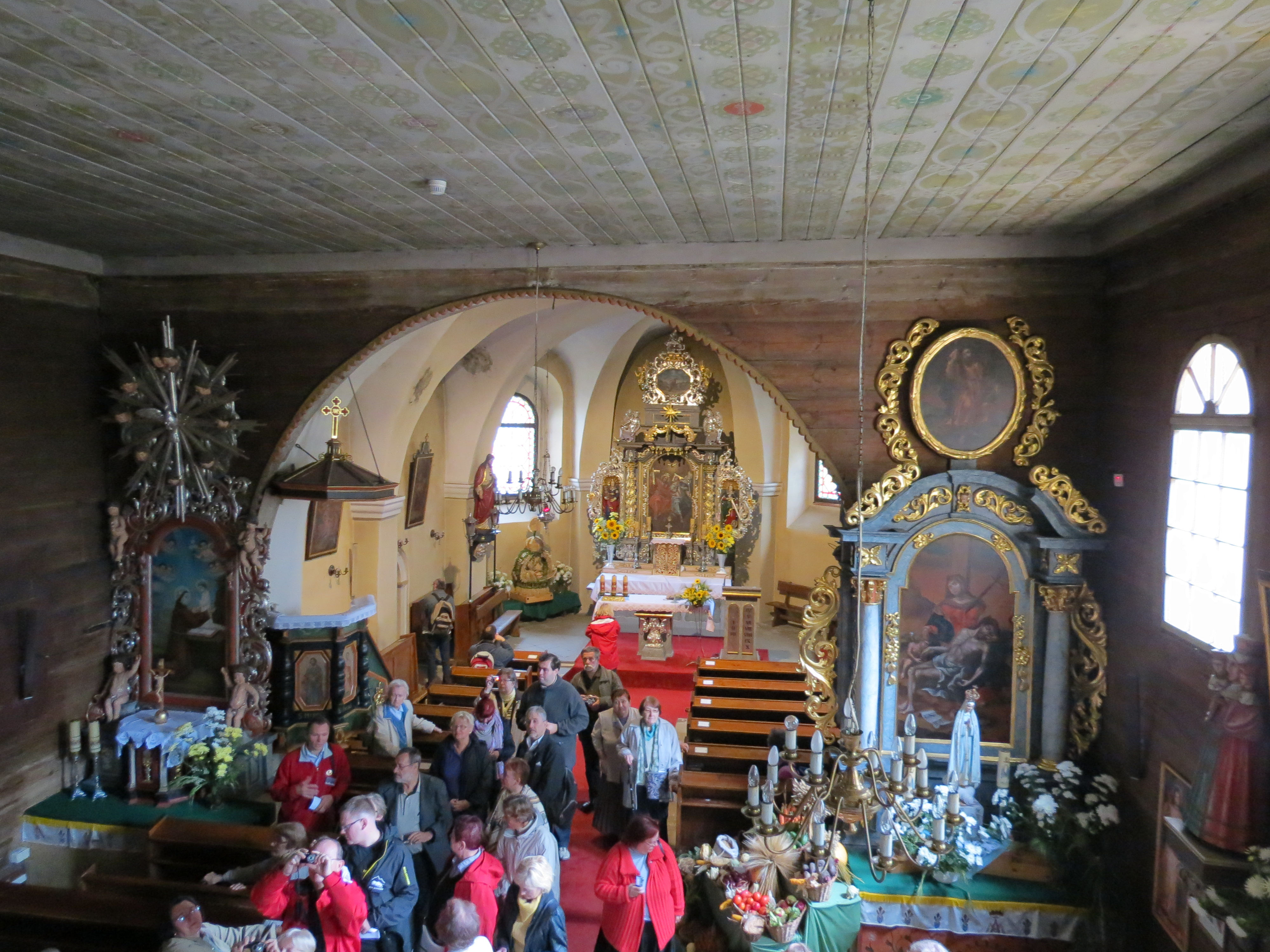
Loď a kněžiště
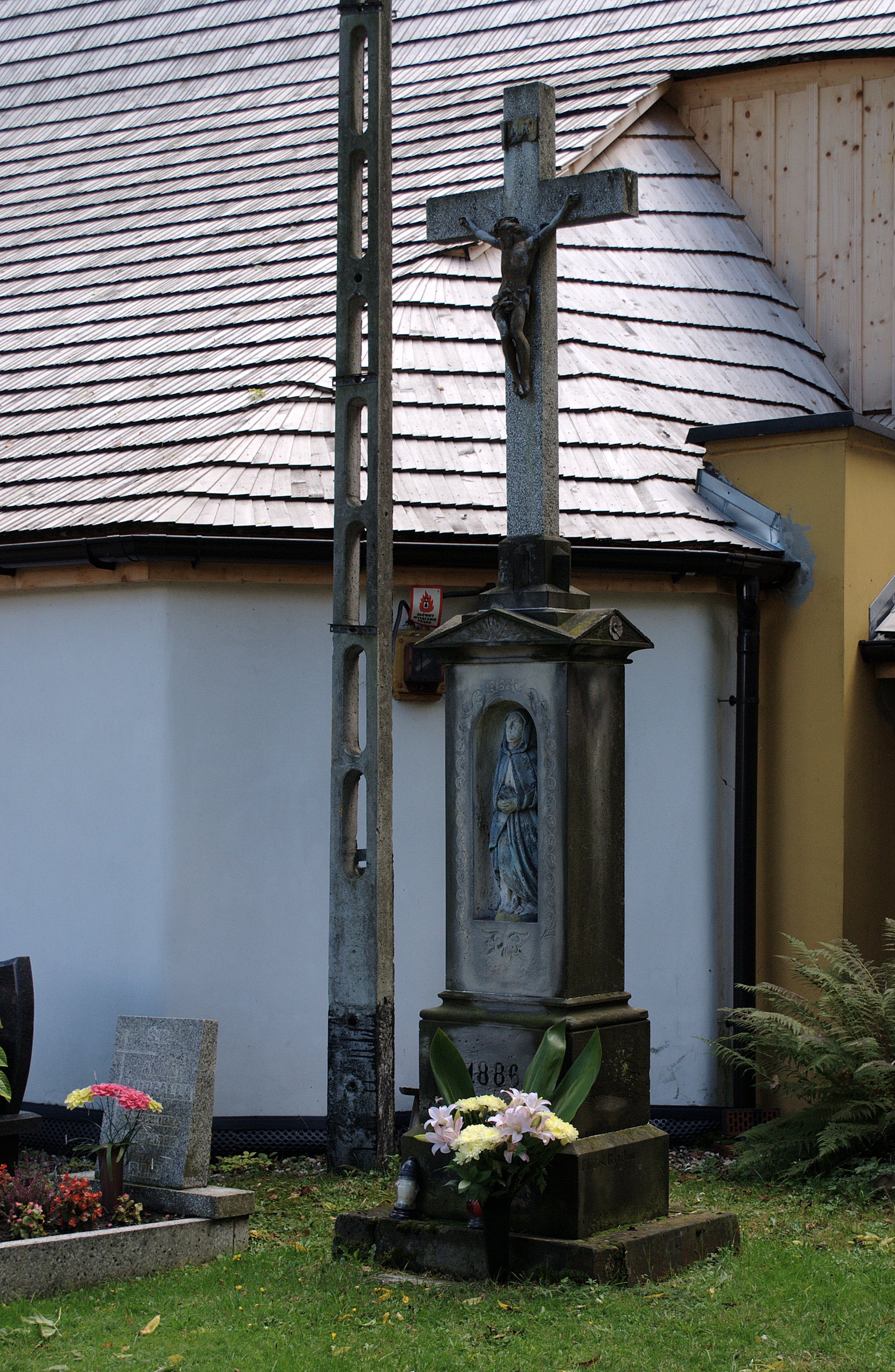
Boží muka
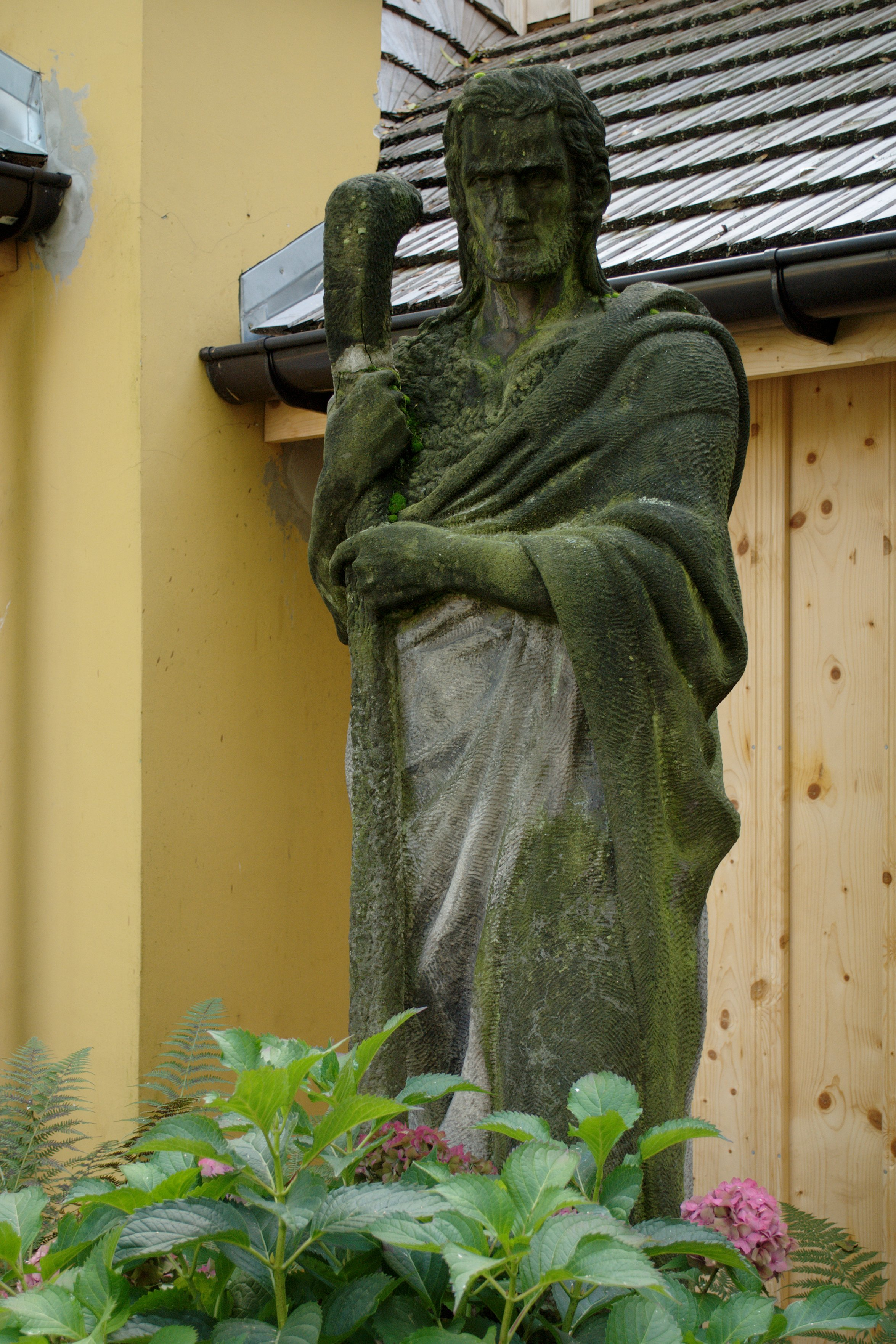
Sv. Jan Křtitel